# Джонні Буцик
Джон Буцик (Джон (Іван Павло) «Вождь» Буцик, 12 травня 1935, Едмонтон, Альберта) — канадський хокеїст, лівий крайній нападник. Українець за походженням. У 2008 році ювілейна дата — безпрецедентних 50 років поспіль він у «Бостон Брюїнс».

## Дитинство
Джон Пол (Іван Павло) Буцик народився 12 травня 1935 року в канадському Едмонтоні в родині емігрантів із невеличкого села Буців, що в Мостиському районі на Львівщині, — Параски і Семена (по–канадському, відповідно, Перл і Сема) Буциків. Родина була бідною, мати працювала на двох роботах, а батько був безробітним більше чотирьох років. Семен Буцик помер, коли Іванові було 10 років.
Свої перші в житті ковзани Буцик надягнув, коли йому виповнилося аж 12 років. «Я народився у бідній родині й довгий час не переймався цим, навіть не знав, що воно таке — ковзани та ключка! Ми грали віниками!» — розповідає Джонні.

## Ігрова кар'єра
Буцик–молодший, який обрав за основну роботу хокей, уперто йшов до мети. Із 1951–го Джонні почав виступати за юнацьку команду «Едмонтон Ойл- Кінгз» у Західноканадській лізі, а в 1953–му підписав контракт із «Детройт Ред-Вінгс».
Пробитися в основу клубу НХЛ було важко, тож Буцика відправили для проходження «курсу молодого бійця» у Західну лігу (WHL) — клуб «Едмонтон флаєрз». І в сезоні 1954—55 у 70 матчах Джонні набрав 88 очок (30 голів, 58 результативних передач).
Буцик умів не тільки забивати та пасувати, а й боротися за шайбу, як ніхто інший. Як не як, 90 (стільки він тоді важив) кілограмів живої, нахрапистої і рухливої ваги! Згодом він став важити під сотню кіло при зрості 183 см.
За жорстку манеру гри велетня Буцика навіть прозвали Звіром. Через багато років один із найвидатніших хокейних захисників, партнер по команді Боббі Орр назве Джонні найжорсткішим нападником, якого він бачив в НХЛ. При цьому Джонні  рідко порушував правила. Розтерти суперника об борт, кинути його об лід — будь ласка, але Буцик, класик силових прийомів, робив це настільки правильно, що в арбітрів просто не піднімалася рука для покарання. Хокей, який він демонстрував, був чесним. Недарма його двічі за кар’єру нагороджували призом Леді Бінг — за толерантність і майстерність гри. Скажімо, у 1971 році Джонні отримав  відзнаку Асоціації хокейних журналістів, заробивши у 78 матчах лише 8 хвилин штрафу. Хоча деякі гравці кілька років витрачали, аби залікувати отриману від Буцика травму. До речі, Буцик ніколи не одягав на голову шолом, бо був відданий старим хокейним традиціям.

## Статистика
| Сезон        | Клуб                        | Ліга         | Регулярний сезон | Регулярний сезон | Регулярний сезон | Регулярний сезон | Регулярний сезон | Плей-оф | Плей-оф | Плей-оф | Плей-оф | Плей-оф |
| Сезон        | Клуб                        | Ліга         | І                | Г                | П                | О                | ШХ               | І       | Г       | П       | О       | ШХ      |
| ------------ | --------------------------- | ------------ | ---------------- | ---------------- | ---------------- | ---------------- | ---------------- | ------- | ------- | ------- | ------- | ------- |
| 1951–52      | Едмонтонські нафтові королі | ЗКХЛ         | —                | —                | —                | —                | —                | 1       | 0       | 0       | 0       | 0       |
| 1952–53      | Едмонтонські нафтові королі | ЗКХЛ         | 39               | 19               | 12               | 31               | 24               | 12      | 5       | 1       | 6       | 14      |
| 1953–54      | Едмонтонські нафтові королі | ЗКХЛ         | 33               | 29               | 38               | 67               | 38               | 21      | 28      | 17      | 45      | 30      |
| 1953–54      | Едмонтонські літуни         | ЗХЛ          | 2                | 2                | 0                | 2                | 2                | —       | —       | —       | —       | —       |
| 1954–55      | Едмонтонські літуни         | ЗХЛ          | 70               | 30               | 58               | 88               | 57               | 9       | 1       | 6       | 7       | 7       |
| 1955–56      | Едмонтонські літуни         | ЗХЛ          | 6                | 0                | 0                | 0                | 9                | —       | —       | —       | —       | —       |
| 1955–56      | Детройт Ред-Вінгс           | НХЛ          | 38               | 1                | 8                | 9                | 20               | 10      | 1       | 1       | 2       | 8       |
| 1956–57      | Детройт Ред-Вінгс           | НХЛ          | 66               | 10               | 11               | 21               | 41               | 5       | 0       | 1       | 1       | 0       |
| 1957–58      | Бостон Брюїнс               | НХЛ          | 68               | 21               | 31               | 52               | 57               | 12      | 0       | 4       | 4       | 16      |
| 1958–59      | Бостон Брюїнс               | НХЛ          | 69               | 24               | 36               | 60               | 36               | 7       | 2       | 4       | 6       | 6       |
| 1959–60      | Бостон Брюїнс               | НХЛ          | 56               | 16               | 36               | 52               | 26               | —       | —       | —       | —       | —       |
| 1960–61      | Бостон Брюїнс               | НХЛ          | 70               | 19               | 20               | 39               | 48               | —       | —       | —       | —       | —       |
| 1961–62      | Бостон Брюїнс               | НХЛ          | 67               | 20               | 40               | 60               | 32               | —       | —       | —       | —       | —       |
| 1962–63      | Бостон Брюїнс               | НХЛ          | 69               | 27               | 39               | 66               | 36               | —       | —       | —       | —       | —       |
| 1963–64      | Бостон Брюїнс               | НХЛ          | 62               | 18               | 36               | 54               | 36               | —       | —       | —       | —       | —       |
| 1964–65      | Бостон Брюїнс               | НХЛ          | 68               | 26               | 29               | 55               | 24               | —       | —       | —       | —       | —       |
| 1965–66      | Бостон Брюїнс               | НХЛ          | 63               | 27               | 30               | 57               | 12               | —       | —       | —       | —       | —       |
| 1966–67      | Бостон Брюїнс               | НХЛ          | 59               | 18               | 30               | 48               | 12               | —       | —       | —       | —       | —       |
| 1967–68      | Бостон Брюїнс               | НХЛ          | 72               | 30               | 39               | 69               | 8                | 3       | 0       | 2       | 2       | 0       |
| 1968–69      | Бостон Брюїнс               | НХЛ          | 70               | 24               | 42               | 66               | 18               | 10      | 5       | 6       | 11      | 0       |
| 1969–70      | Бостон БрюЇнс               | НХЛ          | 76               | 31               | 38               | 69               | 13               | 14      | 11      | 8       | 19      | 2       |
| 1970–71      | Бостон Брюїнс               | НХЛ          | 78               | 51               | 65               | 116              | 8                | 7       | 2       | 5       | 7       | 0       |
| 1971–72      | Бостон Брюїнс               | НХЛ          | 78               | 32               | 51               | 83               | 4                | 15      | 9       | 11      | 20      | 6       |
| 1972–73      | Бостон Брюїнс               | НХЛ          | 78               | 40               | 53               | 93               | 12               | 5       | 0       | 3       | 3       | 0       |
| 1973–74      | Бостон Брюїнс               | НХЛ          | 76               | 31               | 44               | 75               | 8                | 16      | 8       | 10      | 18      | 4       |
| 1974–75      | Бостон Брюїнс               | НХЛ          | 78               | 29               | 52               | 81               | 10               | 3       | 1       | 0       | 1       | 0       |
| 1975–76      | Бостон Брюїнс               | НХЛ          | 77               | 36               | 47               | 83               | 20               | 12      | 2       | 7       | 9       | 0       |
| 1976–77      | Бостон Брюїнс               | НХЛ          | 49               | 20               | 23               | 43               | 12               | 5       | 0       | 0       | 0       | 0       |
| 1977–78      | Бостон Брюїнс               | НХЛ          | 53               | 5                | 13               | 18               | 36               | 4       | 0       | 0       | 0       | 0       |
| Всього в НХЛ | Всього в НХЛ                | Всього в НХЛ | 1540             | 556              | 813              | 1369             | 497              | 124     | 41      | 62      | 103     | 42      |

## Досягнення й трофеї
Буцику належить багато клубних рекордів «Бостона». Він закинув 556 шайб, зробив 813 результативних передач. У 39–річному віці в одній грі Буцик закинув чотири шайби.
У 1977–му Буцика нагородили Лестер Патрік Трофі — за вагомий внесок у розвиток хокею у США. Із 1981 року він — член Зали хокейної слави в Торонто.
Номер «9», у якому Буцик упродовж 21 року грав за «Брюїнс», навіки закріплено за гравцем. Його «дев’ятка» висить під дахом льодового палацу «Бостон Гарден».
Джон Пол Буцик був гравцем «Детройт Ред-Вінгс» у 1955—1957 рр., «Бостон Брюїнс» — 1957—1978 рр.
Виграв два Кубки Стенлі (1970, 1972), отримав два Леді Бінг Трофі (1971, 1974).
Лівий форвард Буцик провів в НХЛ 1540 матчі, закинув 556 шайб (з них 41 — у «плей–оф»), віддав 813 передач. У сумі — 1369 очок.
У 60–х роках Буцик у кількох сезонах провів 418 матчів поспіль. У 12 сезонах набирав понад 60 очок. Був учасником семи матчів усіх зірок НХЛ.

## Особисте життя
2020 року знявся у документальній стрічці «Юкі».